# Kapuzinerkloster Offenburg
Das Kapuzinerkloster Offenburg, beziehungsweise Alte Kapuzinerkloster Offenburg, ist ein ehemaliges Kloster des Kapuzinerordens in der Stadt Offenburg. Die Grundsteinlegung erfolgte 1640. Das Kloster wurde 1807 aufgehoben und ist heute neben einer Nutzung der Klosterkirche durch die Altkatholische Gemeinde ein Bestandteil des Grimmelshausen-Gymnasiums Offenburg.

## Geschichte

### Gründung
Ein erster Antrag der Stadt Offenburgs auf die Errichtung eines Kapuzinerklosters wurde im September 1613 vom Provinzkapitel der Schweizer Kapuzinerprovinz in Luzern abgelehnt.
1634 wurde das Projekt wieder aufgenommen. Das religiöse Leben in der Stadt war durch den Dreißigjährigen Krieg derangiert. Der Orden hatte zudem Interesse an einer Zwischenstation für die Kapuzinerklöster Freiburg und Baden-Baden. Die konkrete Planung wurde durch das Provinzkapitel in Luzern 1637 beschlossen. Zwei Patres wurden nach Offenburg entsandt und holten in Kürze 600 Andersgläubige, darunter viele Soldaten der Garnison, zur katholischen Mutterkirche zurück. Am 23. April 1640 wurde das Kreuz der Kapuziner errichtet. Der kaiserliche Stadtkommandant Reinhard von Schauenburg legte am selben Tag den Grundstein. Der Bau wurde erst am 3. Juli 1641 begonnen und zum 14. Juli 1645 fertiggestellt. Die Konsekration unter dem Patronat des Apostels Matthias wurde durch den Straßburger Weihbischof Gabriel Haug am 12. Mai 1647 vollzogen. Hauptstifter war Eucharius Harst, Grundherr von Bieslingen und kaiserlicher Rat in Mähren, der von einem hiesigen Verwandten für das Klosterprojekt gewonnen werden konnte. Weitere größere Geldgeber waren Kaiser Ferdinand, Hannibal von Schauenburg und der Baron von Neveu. Harst erhielt als Dank vom Orden die Zusage im Ordenshabit in einem Kapuzinerkloster seiner Wahl bestattet zu werden. Die Gruft des Kapuziner wurde unter der Seitenkapelle angelegt.

### Das Kloster
1668 spaltete sich die vorderösterreichische Kapuzinerprovinz von der Schweizer Kapuzinerprovinz ab. 1678 wurde Offenburg im Holländischen Krieg durch französische Truppen belagert, aber durch Karl von Lothringen nach wenigen Wochen entsetzt. Der Herzog nahm sein Hauptquartier im Klostergebäude. 1689 wurde das von den Franzosen eingenommene Offenburg auf Befehl von Ludwig XIV. im Pfälzischen Erbfolgekrieg zerstört. Lediglich das Kapuzinerkloster blieb in Rücksicht zum König, dessen Lieblingsorden der Kapuzinerorden war, verschont. Der Klosterbau ist daher heute das älteste Gebäude der Stadt Offenburg. Durch ein Dekret des Kaisers Joseph II., der dem Kapuzinerorden besonders abhold war, wurde das Kloster am 4. April 1781 der Schwäbischen Kapuzinerprovinz zugeschlagen. 1805 vereinigte Markgraf Karl Friedrich die Klöster Offenburg, Baden-Baden, Bruchsal, Waghäusel, Michaelsberg, Oberkirch, Wertheim und Mannheim zur Badischen Kustodie. Bereits im Februar 1808 wurden dem Kloster durch ein Dekret der badischen Regierung neue Aufgaben zugewiesen. Dem Kloster wurde die Führung des Mädchen-Erziehungsheimes in Ottersweier auferlegt. Das Kloster in Offenburg wurde auf den Aussterbeetat gesetzt aber De Facto erst 1820 durch das Großherzogliche Ministerium des Innern aufgelöst. Der letzte noch 1820 nachweisbare Guardian des Klosters war Pater Marquard Egle von Suntheim.

### Die Feuerwehr der Kapuziner
Der Kapuzinerorden engagierte sich bereits im 17. Jahrhundert im Brandschutz und der Feuerwehr sowohl für die eigenen Einrichtungen als auch die Umgebungen. Kapuzinerfeuerwehren sind für Paris, Landser und auch Offenburg nachgewiesen, wo sich im letzteren Ort auch eine Feuerspritze des Klosters erhalten hat.

### Weitere Verwendung des Klosterkomplexes
In dem leerstehenden Klosterkomplex wurde das Offenburger Grimmelshausen-Gymnasium eingerichtet. Die weitgehend im Originalzustand erhaltene Klosterkirche wurde 1884 der Altkatholischen Gemeinde übertragen. 1898 zog das Gymnasium in einen Neubau um. Im Klostergebäude verblieb die Schulbibliothek und die Wohnung des Schuldieners. Der Rest der Räumlichkeiten wurde durch das Notariat belegt. Anfang der 1980er Jahre wurde der Gebäudekomplex umfangreich renoviert und restauriert. Er wird heute als Alte Kapuzinerkloster bezeichnet, da die Rheinische Kapuzinerprovinz 1927 ein neues Kapuzinerkloster in der Offenburger Vorstadt gründete.

### Auflösung der Bibliothek
Die Bibliothek des Kapuzinerklosters wurde nach der Aufhebung des Klosters 1820 durch den Badischen Staat eingezogen und gelangte mit Ausnahme von Spitzenstücken in die Bibliothek des Grimmelshausen-Gymnasiums. Im dortigen Bestand gehen einige Inkunabeln und Postinkunabeln auf die Bibliothek des Kapuzinerklosters zurück. Der Altbestand der Schulbibliothek ist auf den Aussterbeetat gesetzt.